# Nuju
I Nuju sono un gruppo musicale folk italiano, formatosi nel 2009.

## Storia
La band si forma nei primi mesi del 2009 e il 30 maggio 2009 si esibisce per la prima volta dal vivo al Fuori Orario di Reggio Emilia.
Voci di marinai, il primo singolo del gruppo, esce a ottobre 2009. L'anno successivo viene eletta la miglior canzone indipendente emergente italiana secondo il MEI. Il brano è presente anche nel libro-cd Ad esempio a me piace... Un viaggio in Calabria (Rubbettino Editore), progetto curato dal chitarrista della band (Marco V. Ambrosi) a sostegno dell’associazione Libera Terra.
I Nuju negli anni vincono diversi concorsi: “Acusticamente - Città di Cervia”, “Generazione Musicale a Progetto”, organizzato da Keepon e dal Mei (Meeting delle etichette indipendenti), sono tra i 12 finalisti di “Primo Maggio tutto l’anno”, vincono il “Radici EtnoContest”, il premio Eros Pizzi – la tua musica per il lavoro, indetto da Fistel-Cisl con il brano Mare, la menzione speciale Radio Ohm/Balla Coi Cinghiali al Premio Buscaglione, il premio “4 Sounds 1 Label” al MEI Supersound e il premio speciale “Questi fanno brutto!” con M’illumino a Caterpillar (Rai Radio2).
Il 30 aprile 2010 esce il primo album omonimo Nuju.
A marzo 2011 esce Disegnerò, brano che anticipa il secondo album, Atto secondo, pubblicato ad aprile 2011 e che ha ottenuto ottime recensioni ed è diventato disco del mese a maggio su Caterpillar, storico programma di Rai Radio 2, che li vede anche ospiti in trasmissione. Dallo stesso album è estratto anche il singolo Parto, lanciato in contemporanea con la presenza della band come Opening Act per il concertone di Ligabue Campovolo 2.0. Sempre nel 2011 sono presenti con la cover Acida, nell'importante compilation Cantanovanta di Garrincha dischi.
Alla fine di maggio del 2012 esce 3° (mondo), che era stato anticipato dal singolo La Rapina, il cui video è tra i 25 migliori videoclip dell’anno al PIVI/Medimex. Riparte un nuovo tour che durerà fino all’estate 2013 con oltre 100 concerti realizzati.
Nei primi mesi del 2013 il brano Il Mafiologo è inserito nel libro/cd “Musica contro le Mafie”, co-curato dal chitarrista della band (Marco V. Ambrosi)
Tempi Moderni e Ora di punta, sono i singoli che anticipano l'uscita di Urban Box, il quarto album della band, primo dopo la trilogia, a cui segue un nuovo tour in tutta Italia. Alla fine di questo tour la band cambia formazione. Alcuni elementi storici vanno via e il gruppo si riforma e fa uscire a maggio 2016 esce Convinto, che insieme a Menestrello saranno i singoli di Pirati e Pagliacci, una raccolta che racchiude tutta la poetica dei Nuju e rappresenta la sintesi del percorso di una band sempre sulla strada. Questo album porta i Nuju a fare un tour di 70 concerti.
Con la formazione del Pirati e Pagliacci tour viene registrato Storie vere di una nave fantasma, che esce a marzo 2018 e da cui vengono estratti i singoli Denaro e Una faccia una razza, Carillon, Glück, La città degli innamorati e Onde Radio.
Nel marzo 2019 prende il via #SalvaGenteTour, un nuovo spettacolo con una nuova formazione, con la quale cominciano le registrazione dei nuovi brani: Ferro e ruggine, Titoli di coda e La nostra sicurezza, quest’ultimo tra i brani finalisti del Premio Amnesty Voci per la libertà.
Da giugno 2021 i Nuju curano la rubrica televisiva “Un paese ci vuole”, per la quale scrivono il brano Radici e cicatrici e intervistano e duettano con artisti calabresi ed emiliani per indagare il rapporto tra arte e identità comunitaria.
Il 25 novembre 2022 viene pubblicato il sesto album, della band: Clessidra.

## Formazione

### Formazione attuale
- Fabrizio Cariati – voce, synth, theremin
- Marco "Goran" Ambrosi – chitarre, bouzouki, cori
- Lorenzo Iori – violino, tastiere, cori
- Nicolas De Francesco - basso
- Davide "Ferro" Ferretti – batteria
- Gabriele Riccioni – fonico

### Ex componenti
- Roberto Simina – percussioni
- Giuseppe Licciardi – basso, cori
- Stefano Stalteri – batteria, cori
- Gianluca Calò – basso, cori
- Roberto Virardi – fisarmonica
- Marco Giuradei – fisarmonica, tastiere
- Stefano Lombardo – fisarmonica

## Discografia

### Album in studio
- 2010 – Nuju
- 2011 – Atto secondo
- 2012 – 3° (mondo)
- 2015 – Urban Box
- 2018 – Storie vere di una nave fantasma
- 2022 – Clessidra

### Raccolte
- 2011 – Ghost tricks (autoproduzione con remix e versioni inedite - edizione limitata per 100 fans)
- 2016 – Pirati e Pagliacci